# گوش‌به‌زنگ
«گوش به زنگ» (به انگلیسی: Hanging on the Telephone)، آهنگی از گروه موسیقی موج نو آمریکایی بلاندی است. این ترانه در اصل آهنگی با استایل دههٔ ۱۹۶۰ و اجرا شده به وسیلهٔ نروز و نیز ترانهٔ آغازین آلبوم سال ۱۹۷۸ بلاندی، خطوط موازی، است. بسیاری از مردم نمی‌دانند که بلاندی هنرمند اصلی آهنگ نیست، این ترانه را جک لی نوشت و اولین بار به وسیلهٔ گروه سه‌نفرهٔ کم‌دوام پاور پاپ او، نروز، اجرا شد، کسی که ترانه را در ای‌پی سال ۱۹۷۶ خودشان و تنها عرضهٔ گروه، به عنوان آهنگ آغازین قرار داد.
«گوش به زنگ» که یکی از مشهورترین ترانه‌های بلاندی است، به عنوان دومین تک‌آهنگ خطوط موازی هم در آمریکا و هم در بریتانیا عرضه شد و در انتها در نوامبر ۱۹۷۸ همراه سایر نسخه‌های تقلیدی امیدبخش به رتبهٔ ۵ در بریتانیا رسید.

## پیشینهٔ پخش
‎UK 7" (CHS 2266)‎
1. «Hanging on the Telephone» (جک لی) – ۲:۱۷
2. «Will Anything Happen» (لی) – ۲:۵۵

‎US 7" (CHS 2271)‎
1. «Hanging on the Telephone» (لی) – ۲:۱۷
2. «Fade Away and Radiate» (کریس استین) – ۳:۵۷

## جدول آهنگ‌ها
| جدول (۱۹۷۸) | حد رتبه |
| ----------- | ------- |
| بریتانیا    | ۵       |
| ایرلند      | ۱۶      |
| هلند        | ۲۱      |
| استرالیا    | ۳۹      |
| زلاند نو    | ۴۳      |

## نسخه‌های تقلید و نمودها در سایر رسانه‌ها
- در اواخر ۲۰۰۵، یک نسخهٔ پخش‌نشده از این آهنگ، ضبط‌شده به وسیلهٔ کت پاور، برای تبلیغ تجاری سینگیولر استفاده شد.
- این ترانه می‌تواند در جرم‌های واقعی ۲ شنیده شود.
- در ۲۰۰۶، هم گروه دخترانهٔ گرلز الاود و هم دف لپارد، نسخه‌هایی از این ترانه را به ترتیب در یک دیسک اضافی نسخهٔ محدود، صدای گرلز الاود، و بله! منتشر کردند.
- هم‌چنین گروه پاور متال فنلاندی الکسی لیهو، سینرجی، از این ترانه در آلبوم به جهنم و بازگشت تقلید کردند.
- نسخهٔ اصلی این ترانه، در راک بند، قابل دانلود است.